# Messatoporus compressicornis
Messatoporus compressicornis är en stekelart som beskrevs av Joseph Augustine Cushman 1929. Messatoporus compressicornis ingår i släktet Messatoporus och familjen brokparasitsteklar. Inga underarter finns listade i Catalogue of Life.